# Гетероліз (хімія)
Гетероліз (рос. гетеролиз, англ. heterolysis) — розщеплення ковалентного зв'язку, що супроводиться утворенням йонних частинок і відбувається так, що пара електронів, яка утворювала зв'язок, залишається на одному з фрагментів(або на більш електронегативному з двох атомів, між
якими існував зв'язок).
A–X →A+ + X–
Зустрічається в багатьох реакціях в розчині, напр., електрофільне заміщення, нуклеофільне заміщення.